# Colin Johnson
Colin Johnson (ur. 8 lipca 1964 na Anguilli) – anguilski piłkarz, grający na pozycji pomocnika, trener piłkarski.

## Kariera piłkarska

### Kariera klubowa
W latach 2004-2010 występował w Roaring Lions FC.

### Kariera reprezentacyjna
W 2000 debiutował narodowej reprezentacji Anguilli, barwy której bronił do 2008.

## Kariera trenerska
Karierę szkoleniowca rozpoczął w marcu 2008, kiedy to został powołany na selekcjonera reprezentacji Anguilli. Od października do listopada 2010 został zastąpiony przez Scotta Coopera, a potem ponownie stał na czele reprezentacji Anguilli. Również równolegle prowadził reprezentację Anguilli U-17 i kobiecą reprezentację Anguilli U-20.

## Nagrody i odznaczenia

### Sukcesy klubowe
- mistrz Anguilli: 2001, 2002, 2003, 2006, 2010